# Jewgienija Stroganowa
Jewgienija Walerjewna Stroganowa (ros. Евгения Валерьевна Строганова; ur. 7 czerwca 1979 w Moskwie) – rosyjska szpadzistka, srebrna medalistka mistrzostw Europy.
Podczas mistrzostw świata w Petersburgu w 2007 roku Rosjanki w składzie: Tatjana Łogunowa, Lubow Szutowa, Anna Siwkowa i Jewgienija Stroganowa zdobyły srebrny medal w zawodach drużynowych. W rywalizacji indywidualnej zajęła tam piąte miejsce.
Ponadto zdobyła drużynowo złoty medal na mistrzostwach Europy w Zalaegerszeg w 2005 roku.
Nigdy nie wzięła udziału w igrzyskach olimpijskich.